# 甘沟驿镇
甘沟驿镇，是中华人民共和国甘肃省白银市会宁县下辖的一个乡镇级的行政单位。

## 行政区划
甘沟驿镇下辖以下地区：
甘润苑社区、钟家岔村、五十里铺村、东岔村、河西坡村、甘沟驿村、大窑村、六十里铺村、修家岔村、田家坪村、袁岸岔村、吉酉岔村和田家岔村。